# Feder-Nelke
Die Feder-Nelke (Dianthus plumarius) ist eine Pflanzenart aus der Gattung der Nelken (Dianthus) innerhalb der Familie der Nelkengewächse (Caryophyllaceae). 

## Beschreibung

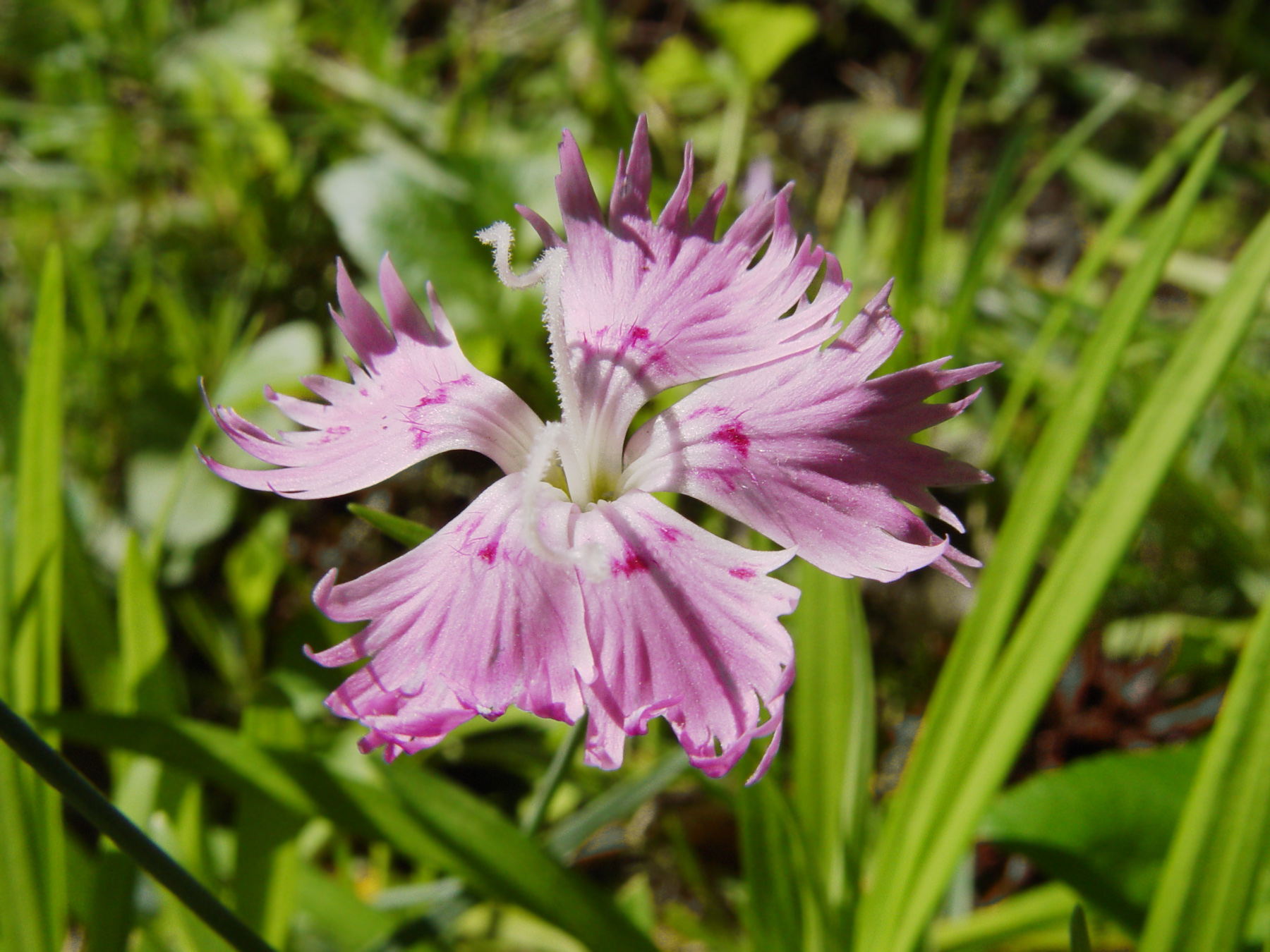
Radiärsymmetrische Blüte im Detail

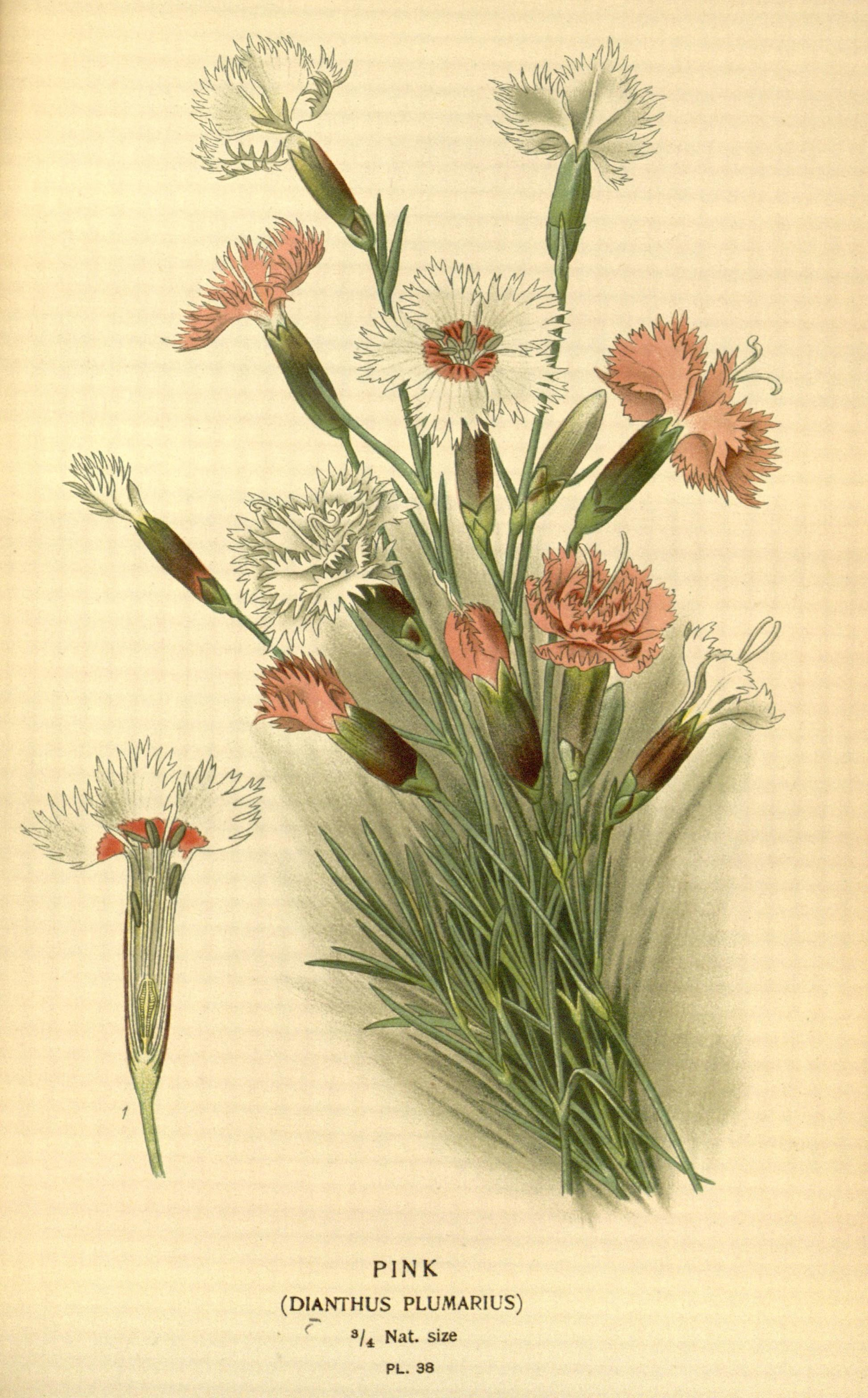
Illustration aus Favourite flowers of garden and greenhouse, Tafel 38

### Vegetative Merkmale
Die Feder-Nelke ist eine krautige, ausdauernde Pflanze und erreicht Wuchshöhen von 20 bis 30, selten 40 Zentimetern. Sie ist polsterbildend. Die Stängel sind annähernd vierkantig und blau-grün bereift.
Die Laubblätter sind gegenständig angeordnet. Die Blattscheide ist etwa 2 Millimeter lang. Die einfache Blattspreite ist bei einer Breite von 1 bis 3,5 Millimetern linealisch-lanzettlich mit spitzem oder stumpfem oberen Ende und dreinervig. Das oberste Blattpaar ist schuppenförmig, kann aber auch kurz und starr aufrecht sein.

### Generative Merkmale
Die Blütezeit reicht von April bis Juli. Die Blüten stehen einzeln oder zu zweit, selten stehen bis zu fünft an einem Stängel. Die zwittrigen Blüten sind radiärsymmetrisch. Es sind meist vier, selten zwei bis sechs Außenkelchblätter vorhanden; diese sind kurz stachelspitzig, verkehrt-eiförmig, hautrandig und ein Viertel bis halb so lang wie der Kelch. Der Kelch ist 17 bis 30 Millimeter lang, dabei vier- bis fünfmal so lang wie breit und annähernd von zylindrischer Form. Die Kelchzähne sind lanzettlich bis eiförmig mit stumpfem oder zugespitztem Ende und haben einen breiten Hautrand. Die Kronblätter sind weiß oder rosafarben bis rot und ungefleckt. Die 12 bis 18 Millimeter lange Platte ist bis zur Mitte unregelmäßig zerschlitzt und am Grund die Platte etwas gebärtet. Der Nagel trägt drei angedrückte Leisten.
Die Chromosomengrundzahl beträgt x = 15; es liegt bei der Nominatform meist Diploidie mit einer Chromosomenzahl von 2n = 30 vor.

## Ökologie
Bei der Feder-Nelke handelt es sich um einen Chamaephyten bis Hemikryptophyten.
Es liegt Proterandrie vor. Blütenökologisch handelt es sich um nektarführende Stieltellerblumen. Die Bestäubung erfolgt durch Schmetterlinge (Lepidopterophilie).

## Vorkommen
In Österreich und Ungarn ist sie heimisch, in Deutschland, wo sie als Zierpflanze gehalten wird, kommt sie nur aus Gärten verwildert vor. Standorte der Feder-Nelke gibt es in den Ostalpen, vor allem in den Nördlichen Kalkalpen, seltener in den kristallinen Zentralalpen. In Ungarn ist ihr Lebensraum auf die Dolomitmagerrasen in den Bergen nordwestlich von Budapest beschränkt.
Die Feder-Nelke gedeiht nur über Kalk, ist also kalkstet. Sie kommt in der montanen bis subalpinen Höhenstufe bis zu einer Höhenlage von 2200 Metern vor. Sie ist vor allem in Alpen-Pestwurz-Fluren zu finden.

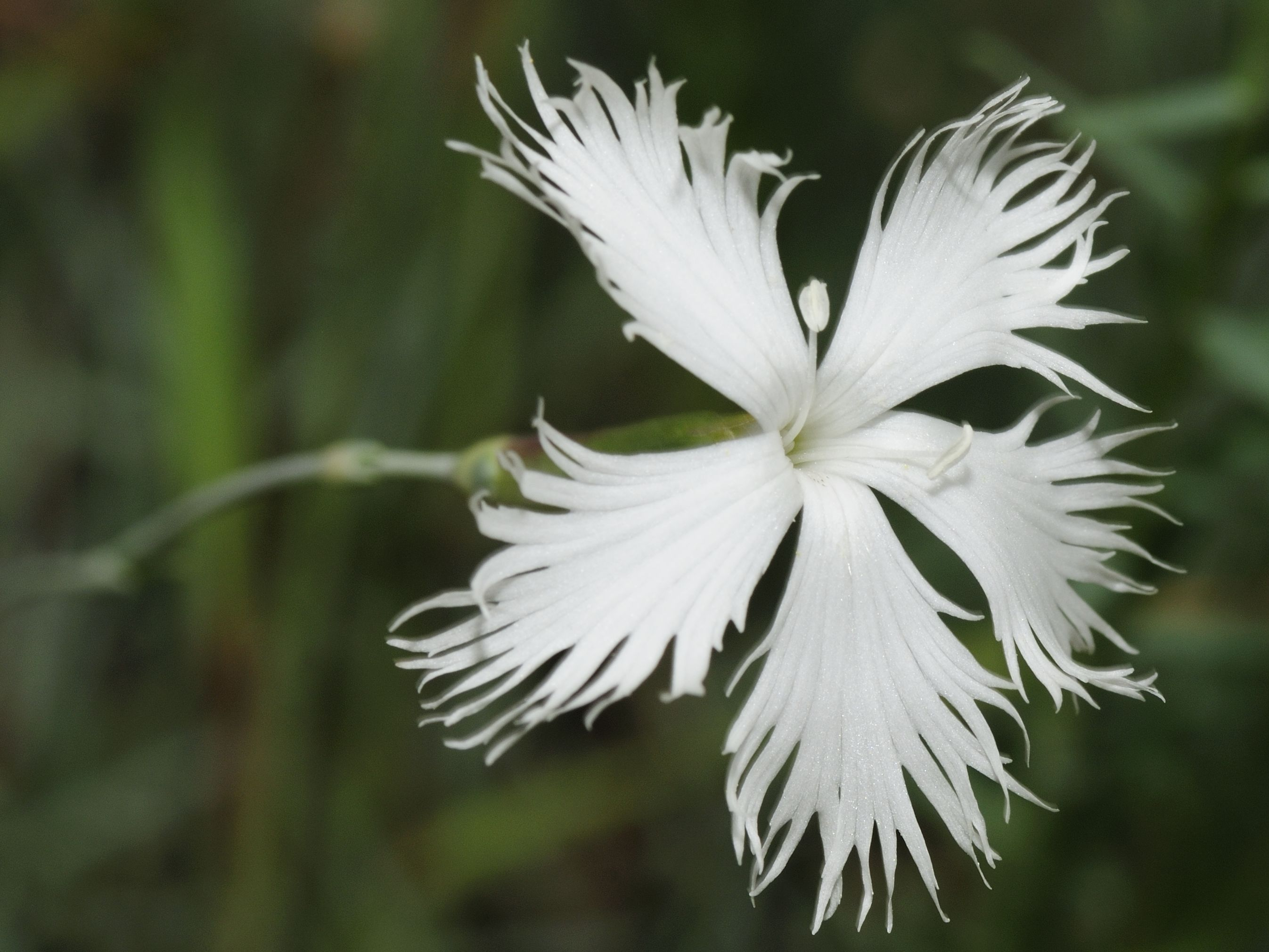
König-Stephan-Feder-Nelke (Dianthus plumarius subsp. regis-stephani)

## Systematik und Verbreitung

### Taxonomie
Die Erstveröffentlichung von Dianthus plumarius erfolgte 1753 durch Carl von Linné in Species Plantarum, Tomus I, Seite 411.

### Unterarten und ihre Verbreitung
Je nach Autor gibt es innerhalb der Art Dianthus plumarius mehrere Unterarten. Diese sind geographisch deutlich differenziert, jedoch nur durch wenige Merkmale unterschieden und weisen zudem auch breite Übergangsbereiche auf, sodass der Status als Unterart möglicherweise zu hoch ist: Nach Euro+Med werden Dianthus plumarius subsp. blandus (Rchb.) Hegi, Dianthus plumarius subsp. neilreichii (Hayek) Hegi und Dianthus plumarius subsp. hoppei (Port.) Hegi als Synonyme zu Dianthus plumarius gestellt.
In Österreich findet man:
- Mödlinger Feder-Nelke (Dianthus plumarius subsp. neilreichii (Hayek) Hegi): Sie kommt in Niederösterreich vor.[6] Die Chromosomenzahl beträgt 2n = 60 oder 90.[7]
- Schöne Feder-Nelke (Dianthus plumarius subsp. blandus (Rchb.) Hegi, Syn.: Dianthus blandus (Rchb.) Hayek): Dieser Endemit kommt nur im Toten Gebirge und in den Ennstaler Alpen vor. Die Chromosomenzahl beträgt 2n = 60, 75 oder 90.[7]
- Steirische Feder-Nelke (Dianthus plumarius subsp. hoppei (Port.) Hegi, Syn.: Dianthus hoppei Port.): Sie kommt in der Steiermark, in Kärnten[6] und im östlichen Slowenien vor. Die Chromosomenzahl beträgt 2n = 90.[7]
- Hainburger Feder-Nelke (Dianthus lumnitzeri Wiesbaur, Syn.: Dianthus plumarius subsp. lumnitzeri (Wiesb.) Domin, Dianthus praecox subsp. lumnitzeri (Wiesb.) Kmet'ová): Dieser Endemit kommt nur am Braunsberg im östlichen Niederösterreich und in Tschechien[6] vor. Die Chromosomenzahl beträgt 2n = 60 oder 90.[8]

- Außerdem gibt es Dianthus plumarius L. subsp. plumarius.

- In Ungarn ist die König-Stephan-Feder-Nelke (Dianthus plumarius subsp. regis-stephani (Rapaics) Baksay) in den Dolomitwiesen des Pilisgebirges und des Budaer Berglandes endemisch.

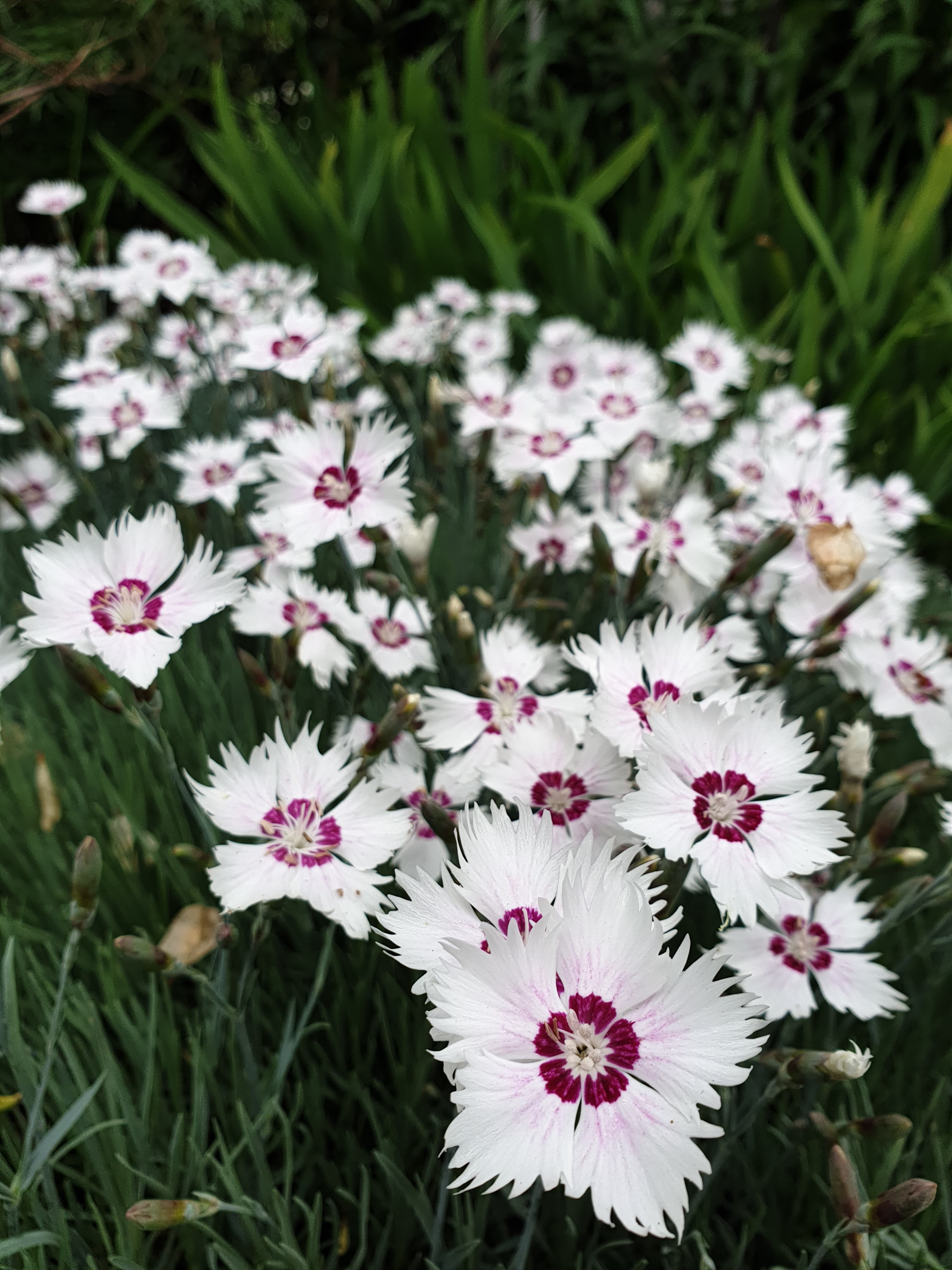
Sorte ‘Marieberg’

## Nutzung
Viele Sorten werden in den Gemäßigten Gebieten als Zierpflanze verwendet.

## Sonstiges
In der Briefmarkenserie Blumen gibt die Deutsche Post AG eine Marke mit einem Federnelkenmotiv im Wert von 85 Eurocent heraus. Der Entwurf stammt von den Grafikern Stefan Klein und Olaf Neumann in Iserlohn. Erstausgabetag ist der 4. Dezember 2014.

## Trivialnamen
Für die Feder-Nelke bestehen bzw. bestanden auch die weiteren deutschsprachigen Trivialnamen: Friesli (Luzern), das zottlichte Gretl (Österreich) und Stinagelbleamen (Siebenbürgen).